# Tant qu'il y aura des femmes (film, 1987)
Pour les articles homonymes, voir Tant qu'il y aura des femmes.
Pour plus de détails, voir Fiche technique et Distribution.
Tant qu'il y aura des femmes est un film français réalisé et écrit par Didier Kaminka en 1987.

## Synopsis
Sam vit un paradoxe étrange : il est metteur en scène des histoires des autres mais il se trouve incapable de mettre en scène sa propre vie... son problème étant ses femmes. Il finit, entre son ancienne, son actuelle et sa nouvelle amie, par faire plus figure de conquête que de conquérant !

## Fiche technique
- Titre : Tant qu'il y aura des femmes
- Réalisation : Didier Kaminka
- Scénario : Didier Kaminka
- Musique : Jean-Claude Petit
- Image : Eduardo Serra
- Montage : Monique Prim
- Décors : Loula Morin
- Techniciens du son : Sophie Chiabaut et Jean-Louis Ughetto
- Producteur : Xavier Gélin
- Sociétés de production : AAA Productions, Hugo Films, Labbefilms, Séléna Audiovisuel
- Pays :  France
- Genre : comédie
- Année : 1987
- Durée : 86 minutes
- Date de sortie en salles : 14 octobre 1987 (France)

## Distribution
- Roland Giraud : Sam
- Fanny Cottençon : Vanessa
- Marianne Basler : Joanna
- Fiona Gélin : Elodie
- Martin Lamotte : Sacha
- Philippe Lavil : Jérémie
- Nicole Jamet : Mme Leboeuf
- Yves Carlevaris : le préparateur du micro au JT 13h
- Roger Ibanez : le patron de l'hôtel mexicain
- Guy Van Riet : le gros belge
- Jo Camacho : Dr. Juan